# Rita Alves de Almeida Cardoso

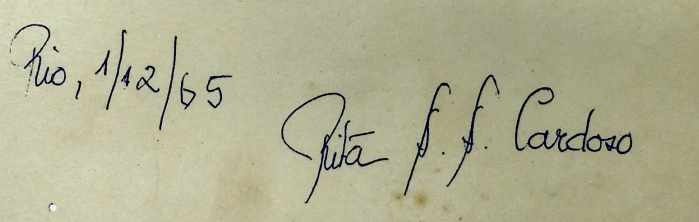
Assinatura de Rita Alves de Almeida Cardoso

Rita Alves de Almeida Cardoso (? Bahia) foi uma médica patologista e professora universitária brasileira entre os anos de 1938 e 1970.  Primeira pesquisadora a ingressar no Instituto Oswaldo Cruz (1938), na área  de Anatomia Patológica, nome da seção em que esteve lotada, pertencente à Divisão de Patologia. Atuou como chefe do  Museu de Anatomia Patológica do Instituto Oswaldo Cruz  entre 1955 e 1957, local que, até a década de 1970, abrigava as coleções de Anatomia Patológica e de Febre Amarela; em 1960 e 1966 foi substituta eventual do chefe da Seção de Anatomia Patológica da Divisão de Patologia.

## Biografia

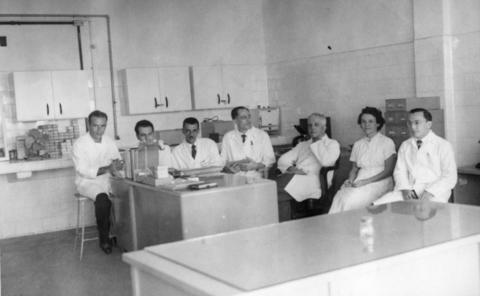
Rita Alves de Almeida Cardoso em conjunto com a equipe da seção de Anatomia Patológica da Divisão de Patologia

Primeira entre sete irmãos, Rita era filha do professor, advogado e escritor brasileiro, imortal da Academia de Letras da Bahia, Isaías Alves (Santo Antônio de Jesus, 29 de agosto de 1888 —,Salvador 20 de janeiro de 1968) e de Maria Amélia Sampaio Lyrio. Formada pela Faculdade de Medicina da Bahia, ingressa em 1938 no Instituto Oswaldo Cruz na seção de Anatomia Patológica da Divisão de Patologia, mais tarde, sua irmã, Ismélia Alves de Almeida foi designada substituta eventual do chefe de seção de Físico-Química (Divisão de Química) em 1966. Casada com Humberto Teixeira Cardoso (1914-1998), químico industrial pela Escola Nacional de Química da Universidade Técnica Federal, lotado na Seção de Química do Instituto Oswaldo Cruz.

## Atuação Profissional

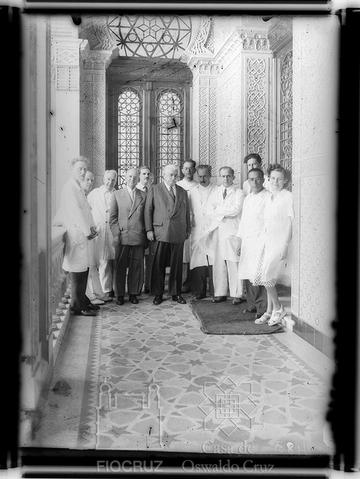
Rita Almeida com equipe da Patologia na visita de Vital Brazil ao Instituto Oswaldo Cruz

Rita chegou a chefiar em caráter substitutivo em 1960 e 1966 – foi uma das primeiras a serem formalmente demarcadas no Instituto Oswaldo Cruz, pelo regulamento de 1926. Pioneira dentre as mulheres de Manguinhos, sua atuação contou com diversos intercâmbios institucionais de pesquisa e com a participação em congressos internacionais, o que sugere uma constante atualização do conhecimento. O intercâmbio entre pesquisas no interior do próprio Instituto também ocorria, a exemplo da colaboração anátomo-patológica de Rita no trabalho de Heráclides Souza-Araujo, da Seção de Bacteriologia (Divisão de Microbiologia e Imunologia), citada em publicação deste de 1952. Tratava-se de experiência realizada com um macaco rhesus criado na Ilha do Pinheiro, território experimental de Manguinhos, o qual foi inoculado com o bacilo da lepra de rato, cujo exame histopatológico foi assinado por Rita. Sua contribuição científica está expressa no título do artigo, embora seu nome não tenha sido registrado na autoria. No corpo do texto, trabalho apresentado e lido na III Conferência Pan-Americana de Leprologia (Buenos Aires, 9-15/12/1951), Souza-Araújo reproduz de forma literal o resultado da biópsia entregue por ela no mês anterior – cujas características, manifestadas em 8 dias de incubação, o autor julgou ser “um fato único na patologia da lepra murina experimental”